# Goff Letts

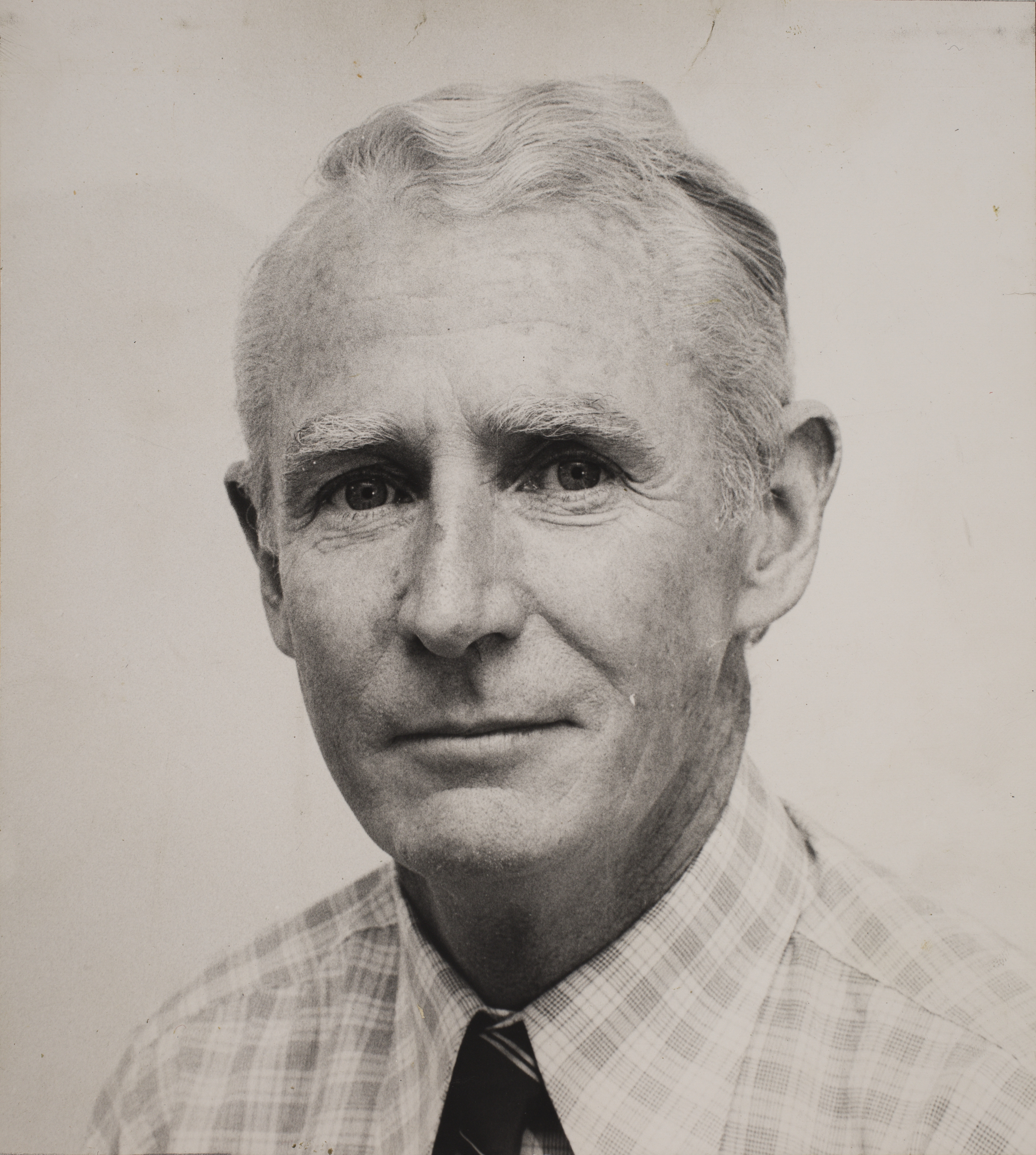
Goff Letts

Godfrey „Goff“ Alan Letts, CBE, AM (* 18. Januar 1928 in Donald, Victoria; † 10. März 2023 in Stawell, Victoria) war ein australischer Politiker der Country Liberal Party (CLP), der unter anderem von 1974 bis 1977 als Mehrheitsführer de Facto erster Chief Minister des Northern Territory war.

## Leben
Godfrey „Goff“ Alan Letts begann nach dem Besuch der Melbourne Grammar ein Studium der Tiermedizin an der Universität Melbourne, welches er an der Universität Sydney fortsetzte und 1950 mit einem Bachelor of Veterinary Science (BVSc) beendete. Im Anschluss war er als Tierarzt im Landwirtschaftsministerium des Bundesstaates Victoria tätig und 1957 zog ins Northern Territory, wo er zunächst in Alice Springs arbeitete, bevor er als Bezirksveterinärbeamter für die nördliche Region des Northern Territory nach Darwin wechselte. 1963 wurde er zum Direktor der Abteilung für Tierindustrie und Landwirtschaft des Northern Territory ernannt, 1964 zum Vorsitzenden des Rates für Wildtiere (Wildlife Council) sowie der Landbehörde (Lands Board) des Northern Territory. 1966 erhielt er ein Stipendium des Winston Churchill Memorial Trusts und wurde 1967 als nicht gewähltes Mitglied des Department of Lands and Primary Industry in den Legislativrat des Northern Territory berufen. Er trat wegen der bürokratischen Kontrolle des Territoriums durch die Bundesregierung in Canberra 1970 von diesen Positionen zurückzutreten, um eine Tätigkeit als Tierarzt mit einer Privatpraxis aufzunehmen.

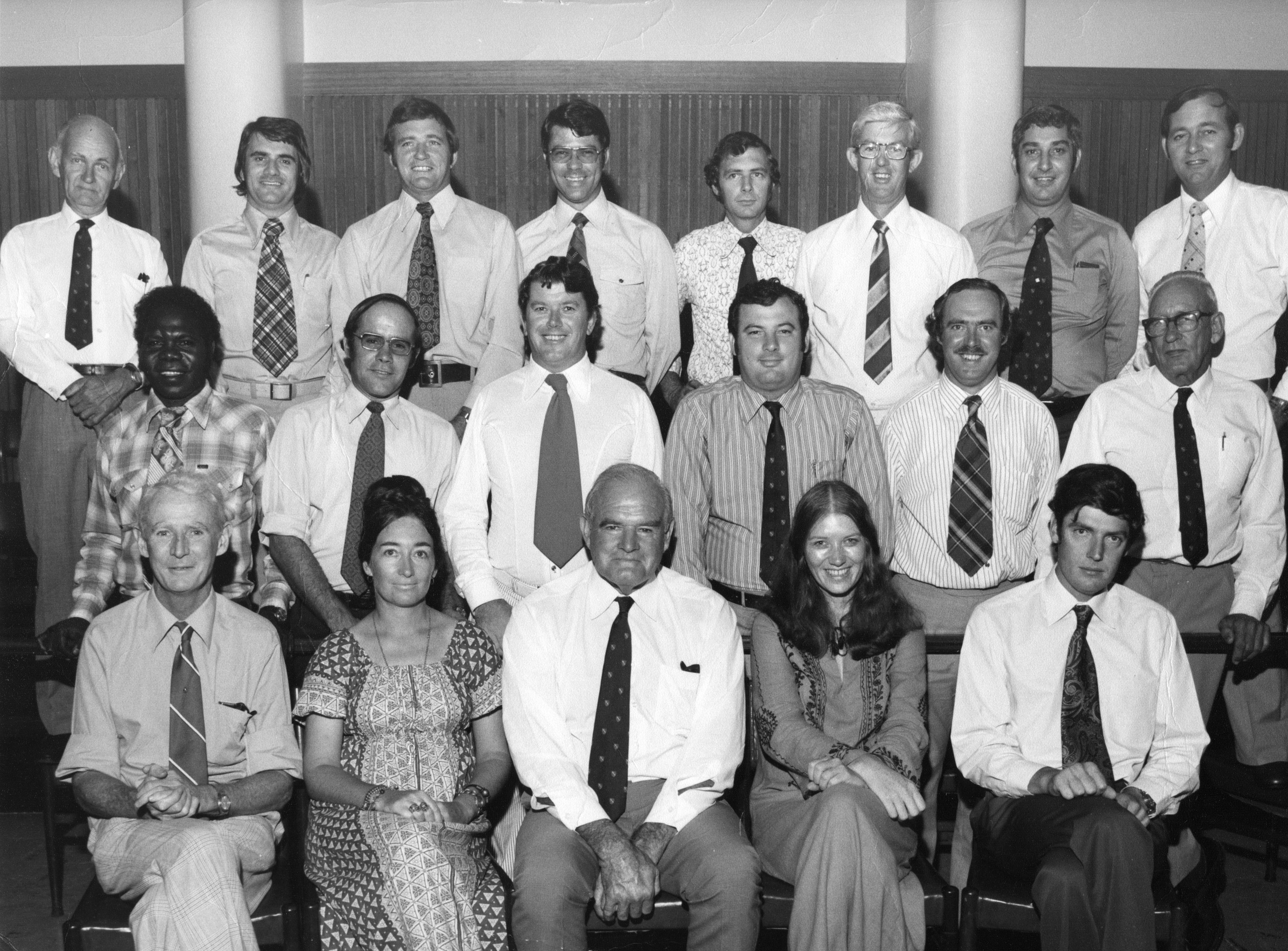
Letts (1. Reihe, links) und die anderen Mitglieder der ersten Northern Territory Legislative Assembly.

Nachdem Letts 1974 aus der bundesweiten Country Party ausgetreten war, wurde er Mitglied der neu gegründeten Country Liberal Party (CLP). Als Kandidat der CLP wurde er am 19. Oktober 1974 im Wahlkreis „Victoria River“ zum Mitglied (MLA) der ersten Northern Territory Legislative Assembly gewählt. Am Tag der Wahl wurde er am 19. Oktober 1974 als Mehrheitsführer de Facto erster Chief Minister des Northern Territory und bildete daraufhin die erste Regierung (Executive) des Territoriums. In seiner Regierung fungierte er zwischen November 1974 und Dezember 1976 zugleich als Exekutivmitglied für die Primärindustrie und den öffentlichen Dienst des Northern Territory sowie im Anschluss vom Dezember 1976 bis September 1977 als Chefsekretär.
Bereits bei der zweiten Wahl zur Legislativversammlung am 13. August 1977 verlor Goff Letts sein Mandat in der Legislativversammlung an Jack Doolan von der Labor Party. Daraufhin übernahm Paul Everingham von der CLP am 13. August 1977 die Funktion des Mehrheitsführers und wurde nach Begründung der Selbstverwaltung am 1. Juli 1978 schließlich offiziell erster Chief Minister des Northern Territory. Für seine Verdienste um das Territorium, die öffentliche Verwaltung und als „Vater der Selbstverwaltung“ wurde er am 3. Juni 1978 zum Commander des CBE ernannt.
Nach seinem Ausscheiden aus der Legislativversammlung war Letts von 1978 bis 1979 Vorsitzender des Untersuchungsausschusses für verwilderte Tiere im Northern Territory, zwischen 1979 und 1983 Mitglied des Beirats der staatliche Organisation Australiens für wissenschaftliche und industrielle Forschung CSIRO (Commonwealth Scientific and Industrial Research Organisation) und von 1979 bis 1983 Mitglied des Uranbeirats. Er wurde von der CLP als Kandidat für den Wahlkreis „Division of Northern Territory“ bei der Parlamentswahl in Australien 1980 nominiert, zog sich jedoch zurück, um die Position des Geschäftsführers der Naturschutzkommission des Northern Territory anzunehmen. Sein ehemaliger Stellvertreter Grant Tambling wurde dann als neuer Kandidat vorgewählt und wurde bei dieser Wahl zum Mitglied des Repräsentantenhauses von Australien gewählt. 1981 wurde er zum Treuhänder des World Wildlife Fund WWF ernannt und trat 1983 von seinem Posten als Geschäftsführer der Conservation Commission zurück, um bei den Wahlen zur Northern Territory Legislative Assembly am 3. Dezember 1983 als Unabhängiger aus Protest gegen die Haltung der CLP gegenüber dem Commonwealth und den Ureinwohnern für den in Alice Springs ansässigen Wahlkreis „Araluen“ zu kandidieren. Er unterlag aber mit 20 Prozent dem CLP-Kandidaten Jim Robertson, auf den 61,7 Prozent. Nach dieser Niederlage verließ Letts das Territorium, um im Zeitungsunternehmen seiner Familie in Victoria zu arbeiten. Für bedeutende Verdienste um Politik und Regierung im Northern Territory sowie um Naturschutz und Umwelt wurde er am 11. Juni 2018 im Rahmen der Birthday Honours zum Mitglied des Order of Australia (AM) ernannt.
Aus seiner am 29. November 1952 geschlossenen Ehe mit Joyce Crosby gingen drei Söhne und drei Töchter hervor.

## Hintergrundliteratur
- A. Powell, A.: Far Country. A Short History of the Northern Territory, Melbourne University Press, Carlton 1988, ISBN 0-522-84377-8